# Ofensiva de Khanasir 2016
La ofensiva de Khanasir (2016) fue una acción de guerra conducida por ISIS y Jund al-Aqsa, durante la guerra civil siria, con el objetivo de cortar la única ruta de abastecimiento del gobierno sirio a la parte norte Alepo, la cual corría a través de la ciudad de Khanasir.

## La ofensiva
A las 10 p. m. del 21 de febrero, la ofensiva fue lanzada por ISIS. Por al día siguiente, un ataque conjunto de los militantes de Estado Islámico y Jund al-Aqsa capturó el pueblo de Rasm Al-Nafal, así como dos otros puntos a lo largo de la carretera Khanasir-Aleppo, cortando la ruta de abastecimiento a Alepo. Los milicianos tomaron otros seis pueblos y un cerro. Un convoy de refuerzos de la ciudad de As-Safira, de la milicia palestina Liwa Al-Quds llegó para ayudar en liberación del cerro.
El 23 de febrero, dos contingentes de la unidad de fuerzas especiales del Ejército sirio, Fuerzas Tigre, fue enviado para ayudar para restablecer el control de la carretera. Entretanto, EI lanzó el asalto contra la ciudad de Khanasir, comandado por Mahmutcan Ateş, el cual empezó con un coche bomba en un punto de control a las afueras de la ciudad. Durante la mañana, el ejército recapturó cuatro de las siete posiciones que habían perdido en la carretera, mientras que Daesh logró entrar en Khanasir. Por la tarde, las Fuerzas Tigre lanzaron una contraofensiva general con una lluvia de misil, seguido por un ataque de tanques. El Ejército sirio esperó el final del bombardeo de la RuAF para asaltar las posiciones del Estado Islámico. El contraataque fue lanzado desde dos flancos, con las Fuerzas Tigre y Hezbollah asaltando Rasm Al-Nafal del norte, mientras el Ejército y Liwaa Al-Quds avanzaban desde el sur hacia Khanasir. Para el anochecer, las SAA recapturaron el cerro de Siria Tel (Tal Siria Tel), a las afueras de Khanasir, y Rasm Al-Nafal.
La mañana siguiente, el Ejército sirio entró en Khanasir y en otro pueblo. Más tarde, se dirigieron hacia el cerro de Tal Za'rour, mientras también avanzaban al distrito central de Khanasir. En este tiempo, el corte de la carretera causó que los precios de suministros alimentarios y médicos en Alepo se dispararon. El 25 de febrero, las Fuerzas Tigre y sus aliados recapturon Khanasir, mientras varios cerros fuera de la ciudad seguían bajo el control del EI. El Ejército entonces avanzó al norte de Khanasir y capturó el pueblo cercano de Al-Mughayrat, junto con cuatro colinas al norte (incluyendo el grande Talat Al-Bayda cerro). Al mismo tiempo, el ejército avanzó tomando Shilallah al-Kabeera, gracias al apoyo de la RuAF. Para el fin del día, las tropas del gobierno lograron liberar dos  pueblos y empezaron a preparar para un nuevo asalto.
En la mañana del 26 de febrero, el Ejército sirio hizo más avances, recapturando tres pueblos. Los avances dejaron casi asediados a las fuerzas de Daesh en un bolsillo al suroeste del Lago Jabbul. Más tarde, el Ejército capturó los restantes cuatro pueblos bajo el control de Daesh, liberando la carretera a Alepo. Aun así, en otro frente, EI tomó el control de un pueblo cerca a la montaña al-Hamam, que pasa por alto de la carretera. Fuerzas del gobierno re-aseguró el pueblo el día siguiente.
El 28 de febrero, el Ejército sirio capturó dos pueblos y dos puntos de montaña, cercanos a Khanasir. Al mismo tiempo, en otro lugar el Ejército sirio capturó el último punto en la carretera Sheikh Hilal-Ithriya bajo el control del EI. El 29 de febrero, la carretera a Alepo fue reabierta.

## Consecuencias
Entre el 9 y 10 de marzo, las SAA capturaron 13 pueblos ocupados por Daesh, cerca el banco del sur de Lago Jabbūl, forzando a ISIS a instalar una nueva línea defensiva al este del lago.
El 14 de abril, Daesh lanzó otra ofensiva en Khanasir, y para el día siguiente capturaron los cerros cerca de la ciudad, el campo petrolífero de Duraham. También capturaron armas, munición y varios vehículos blindados. El 16 de abril, refuerzos del Ejército sirio fueron enviados al área, y para el anochecer recapturaron todos los territorios perdidos, excepto el campo petrolero.
Entre el 26 enero y el 12 de febrero de 2017, se dieron duros combates cerca de Khanasir. El 12 de febrero, 39 soldados y al menos 12 militantes fueron asesinados en un ataque al este de Khanasir y del sur del lago Jabboul. Hacia el fin de febrero, la Guardia Republicana tomó el pueblo de Umm Miyal, al este de la carretera, junto con los cerros adyacentes.